# Acraea macropunctata
Acraea macropunctata är en fjärilsart som beskrevs av Le Doux 1931. Acraea macropunctata ingår i släktet Acraea och familjen praktfjärilar. Inga underarter finns listade i Catalogue of Life.